# Riede
Riede is een gemeente in de Duitse deelstaat Nedersaksen. De gemeente maakt deel uit van de Samtgemeinde Thedinghausen in het Landkreis Verden.
Riede telt 2.860 inwoners.
Blijkens een door de Duitse Wikipedia geraadpleegde statistiek van de deelstaat Nedersaksen bedraagt het aantal inwoners van de gemeente 2.860 per 31 december 2020.
Voor meer informatie zie: Samtgemeinde Thedinghausen.
- Gemeinsame Normdatei: 4485404-3
- Nationale Bibliotheek van Israël: 987009706144305171
- Virtual International Authority File: 239634520

Achim · 
Blender · 
Dörverden · 
Emtinghausen · 
Kirchlinteln · 
Langwedel · 
Ottersberg · 
Oyten · 
Riede · 
Thedinghausen · 
Verden